# MG VA
MG VA – sportowy samochód osobowy produkowany przez brytyjską firmę Morris Garages w latach 1937–1939. Dostępny jako 4-drzwiowy sedan, tourer oraz kabriolet. Następca modelu NA. Do napędu używano silników R4 o pojemności 1,5 litra. Moc przenoszona była na oś tylną poprzez 4-biegową skrzynię biegów. Samochód został zastąpiony przez model Y-Type.

## Dane techniczne

### Silnik
- R4 1,5 l (1548 cm³), 2 zawory na cylinder, OHV
- Układ zasilania: dwa gaźniki
- Średnica cylindra × skok tłoka: 69,50 mm × 102,00 mm
- Stopień sprężania: 6,5:1
- Moc maksymalna: 56 KM (41 kW) przy 4400 obr./min
- Maksymalny moment obrotowy: b/d

### Osiągi
- Przyspieszenie 0-80 km/h: 15,8 s
- Czas przejazdu pierwszych 400 m: 22,4 s
- Prędkość maksymalna: 130 km/h